# Citrus (album)
Citrus è il secondo album in studio della band americana di shoegaze Asobi Seksu. È stato pubblicato il 30 maggio 2006 da Friendly Fire Recordings negli Stati Uniti e il 13 agosto 2007 in Europa da One Little Indian Records.
Dall'album sono stati pubblicati tre singoli: Thursday il 6 agosto 2007; Strawberries il 12 novembre 2007;  e Goodbye il 25 febbraio 2008.
Nel 2016, Pitchfork ha classificato Citrus al n. 37 nella sua lista di I 50 migliori album di Shoegaze di tutti i tempi.
La musica di Citrus è stata utilizzata nella serie televisiva britannica Skins: Thursday è apparsa in "Tony and Maxxie" e Nephi + Girly è presente in "Everyone", il primo episodio della stagione 3 (trasmesso il 22 gennaio 2009).

## Tracce
1. Everything Is On – 0:17
2. Strawberries – 4:17
3. New Years – 4:17
4. Thursday – 4:17
5. Strings – 5:27
6. Pink Cloud Tracing Paper – 3:27
7. Red Sea – 7:45
8. Goodbye – 3:44
9. Lions and Tigers – 4:08
10. Nefi + Girly – 4:37
11. Exotic Animal Paradise – 4:06
12. Mizu Asobi – 2:40